# Марково Поље
Марково Поље је насеље у саставу Града Загреба. Налази се у четврти Сесвете. До територијалне реорганизације у Хрватској налазило се у саставу старе загребачке приградске општине Сесвете.

## Становништво
На попису становништва 2011. године, Марково Поље је имало 425 становника.

## Попис1991.
На попису становништва 1991. године, насељено место Марково Поље је имало 971 становника, следећег националног састава:
| Попис 1991.‍  | Попис 1991.‍  | Попис 1991.‍ | Попис 1991.‍ | Попис 1991.‍ |
| ------------ | ------------ | ----------- | ----------- | ----------- |
|              |              |             |             |             |
| Хрвати       | Хрвати       |             | 910         | 93,71%      |
| Срби         | Срби         |             | 8           | 0,82%       |
| Албанци      | Албанци      |             | 4           | 0,41%       |
| Словенци     | Словенци     |             | 4           | 0,41%       |
| Чеси         | Чеси         |             | 2           | 0,20%       |
| Југословени  | Југословени  |             | 1           | 0,10%       |
| Мађари       | Мађари       |             | 1           | 0,10%       |
| Словаци      | Словаци      |             | 1           | 0,10%       |
| неопредељени | неопредељени |             | 6           | 0,61%       |
| регион. опр. | регион. опр. |             | 1           | 0,10%       |
| непознато    | непознато    |             | 33          | 3,39%       |
| укупно: 971  |              |             |             |             |